# Нови Уренгой
Но́ви Уренго́й (на руски: Новый Уренгой) е град в Ямало-Ненецки автономен окръг, Русия. Разположен е на брега на река Евояха (приток на Пур), на около 450 km източно от окръжния център – Салехард. Административен център е на градски окръг Нови Уренгой. Населението на града през 2016 година е 111 163 души.

## История
За дата на основаване на града се счита 22 септември 1973 г. Тогава, по време на строителните работи, е сложена табела „Нови Уренгой“. Наречен е „Нови“, тъй като в района вече съществува друго селище с името Уренгой. Самият топоним „Уренгой“ от ненецки език означава „глух, тъмен“. Новото селище е построено за да улеснява добива на природен газ в Уренгойското газово находище. Селището е регистрирано и внесено на географските карти през 1975 г. Същата година е построено е летище, а две години по-късно Нови Уренгой е свързан със Сургут посредством жп линия. На 16 юни 1980 г. селището получава статут на град. През 1984 г. започват доставките на природен газ от Нови Уренгой към Европа по газопровода Нови Уренгой – Помари – Ужгород.

## Население
| 1979    | 1980    | 1986    | 1989    | 1996    | 1998    | 2000    |
| ------- | ------- | ------- | ------- | ------- | ------- | ------- |
| 8580    | 16 500  | 72 000  | 93 235  | 90 000  | 89 900  | 89 200  |
| 2003    | 2005    | 2007    | 2009    | 2010    | 2011    | 2012    |
| 95 000  | 109 100 | 117 000 | 118 659 | 104 107 | 105 467 | 112 192 |
| 2013    | 2014    | 2015    | 2016    |         |         |         |
| 116 450 | 115 753 | 115 092 | 111 163 |         |         |         |

### Етнически състав
Според данни от преброяването през 2010 г. населението на града е представено от:
| руснаци (64.14%) украинци (10.76%) татари (4.99%) ногайци (2.61%) кумики (2.06%) азербайджанци (1.95%) башкири (1.69%) чеченци (1.12%) беларуси (1.12%) молдовци (1.06%) други (8.5%) |

## Климат
Климатът в града е субарктичен. Средната годишна температура е -7,4 °C, а средното количество годишни валежи е окол 469 mm.
| Климатични данни за Нови Уренгой   | Климатични данни за Нови Уренгой | Климатични данни за Нови Уренгой | Климатични данни за Нови Уренгой | Климатични данни за Нови Уренгой | Климатични данни за Нови Уренгой | Климатични данни за Нови Уренгой | Климатични данни за Нови Уренгой | Климатични данни за Нови Уренгой | Климатични данни за Нови Уренгой | Климатични данни за Нови Уренгой | Климатични данни за Нови Уренгой | Климатични данни за Нови Уренгой | Климатични данни за Нови Уренгой |
| Месеци                             | яну.                             | фев.                             | март                             | апр.                             | май                              | юни                              | юли                              | авг.                             | сеп.                             | окт.                             | ное.                             | дек.                             | Годишно                          |
| Средни максимални температури (°C) | −21,1                            | −20,3                            | −12,7                            | −5,7                             | 1,6                              | 11,1                             | 18,0                             | 14,9                             | 7,9                              | −2,7                             | −13,2                            | −18,3                            |                                  |
| Средни температури (°C)            | −25,3                            | −24,9                            | −18,2                            | −11,1                            | −2,7                             | 7,5                              | 13,9                             | 11,4                             | 5,0                              | −5,4                             | −17                              | −22,3                            |                                  |
| Средни минимални температури (°C)  | −29,5                            | −29,4                            | −23,7                            | −16,4                            | −6,9                             | 3,9                              | 9,9                              | 7,9                              | 2,1                              | −8,1                             | −20,8                            | −26,2                            |                                  |
| Средни месечни валежи (mm)         | 28                               | 22                               | 23                               | 27                               | 33                               | 47                               | 54                               | 68                               | 56                               | 46                               | 34                               | 31                               |                                  |
| ---------------------------------- | -------------------------------- | -------------------------------- | -------------------------------- | -------------------------------- | -------------------------------- | -------------------------------- | -------------------------------- | -------------------------------- | -------------------------------- | -------------------------------- | -------------------------------- | -------------------------------- | -------------------------------- |
| Източник: Climate-Data             |                                  |                                  |                                  |                                  |                                  |                                  |                                  |                                  |                                  |                                  |                                  |                                  |                                  |

## Икономика
Основното стопанство на региона е изградено върху добива на нефт и природен газ. Градът е разположен по железопътната линия Тюмен – Нови Уренгой. Ако се пътува от Тюмен, Нови Уренгой е последната спирка по линията. Уренгойската ТЕЦ произвежда електроенергия за града и региона.

## Спорт
Най-развитият спорт е волейболът. Факел Нови Уренгой е отборът на града по волейбол, който играе в Руската Суперлига.

## Побратимени градове
- Анапа, Русия
- Касел, Германия
- Сан Донато Миланезе, Италия

## Галерия
- Стела на входа на Нови Уренгой.
- Лед в река Седе-Яха близо до северния район на града.
- Ленински проспект.
- Сградата на администрацията на градския окръг.
- Ски бягане.
- Газопреработваща инсталация в находището Заполярное.